# 제임스 핍스

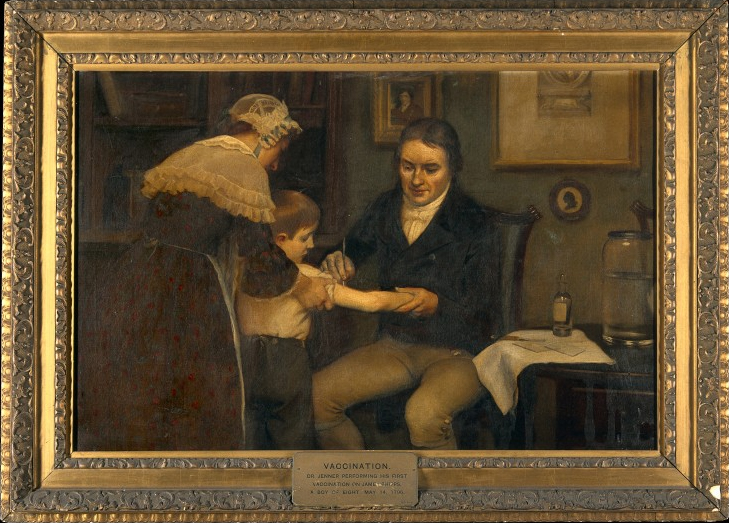
제너 박사가 1796년 5월 14일 8세 소년 제임스 핍스에게 첫 백신 접종을 하고 있다. 어니스트 보드(20세기 초)의 그림.

제임스 핍스(James Phipps, 1788년 – 1853년)는 에드워드 제너에게 실험적인 우두 백신을 처음 접종받은 사람이었다. 제너는 우두라는 비교적 가벼운 감염병에 걸린 낙농업자들이 천연두에 면역력을 가진다는 지역적 믿음을 알고 있었고, 1796년 5월 17일 8세의 제임스 핍스를 대상으로 자신의 이론을 성공적으로 시험했다.

## 어린 시절과 천연두 예방접종
핍스는 글로스터셔주의 버클리 교구에서 제너의 정원사로 일하던 가난한 무토지 노동자의 아들로 태어났다. 그는 4살 때 버클리 세인트 메리 교구 교회에서 세례를 받았다.

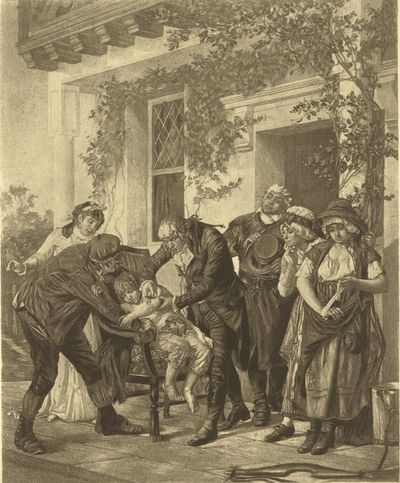
에드워드 제너가 제임스 핍스에게 접종하는 모습. 가스통 멜링그(1894년경)의 석판화.

1796년 5월 14일, 그는 제너에게 선택되었다. 제너는 "우두 접종을 위해 약 8세의 건강한 소년"을 데려왔다. 제너는 사라 넬메스(미발표 원고에서 제너는 그녀를 루시 넬메스라고 언급한다)라는 우유 짜는 여인의 손에 있는 우두 수포에서 액체를 채취하여 소년의 팔에 두 개의 작은 절개를 통해 핍스에게 접종했다.
제너는 다음과 같이 기록했다: "7일째 되는 날 그는 겨드랑이에 불편함을 호소했고, 9일째 되는 날 약간 오한이 들고 식욕을 잃었으며 가벼운 두통이 있었다. 이날 내내 그는 눈에 띄게 몸이 안 좋았고, 밤을 약간의 불안함 속에서 보냈지만, 다음 날 그는 완벽하게 나았다." 약 6주 후 제너는 소년에게 천연두를 접종했지만 아무런 효과가 없었고, 이제 그가 천연두에 대한 완전한 보호를 받았다고 결론 내렸다. 핍스는 그 후 20번 이상 천연두를 접종받았지만 병에 걸리지 않았다.
핍스는 천연두에 대해 우두 접종으로 백신을 맞은 첫 번째 인물로 종종 잘못 인용된다. 그 전에도 다른 사람들이 이 시술을 받았다. 1791년, 홀슈타인 공국(현재 독일)의 킬 출신 페터 플레트는 세 명의 아이들에게 접종을 했고, 도싯주 예트민스터의 벤자민 제스티는 1774년 세 명의 가족 구성원에게 시술을 시행했다. 그러나 제너는 1798년에 출판된 그의 저서 '조사(Inquiry)'에 핍스의 접종에 대한 설명과 재료를 채취한 사라 넬메스의 손 그림을 포함했다. 백신이 팔 대 팔 전파를 통해 유지될 수 있음을 보여주는 일련의 접종과 적절한 재료 선택에 대한 정보와 함께, 제너의 '조사'는 예방접종에 대한 최초의 출판된 기록이었다.

## 말년

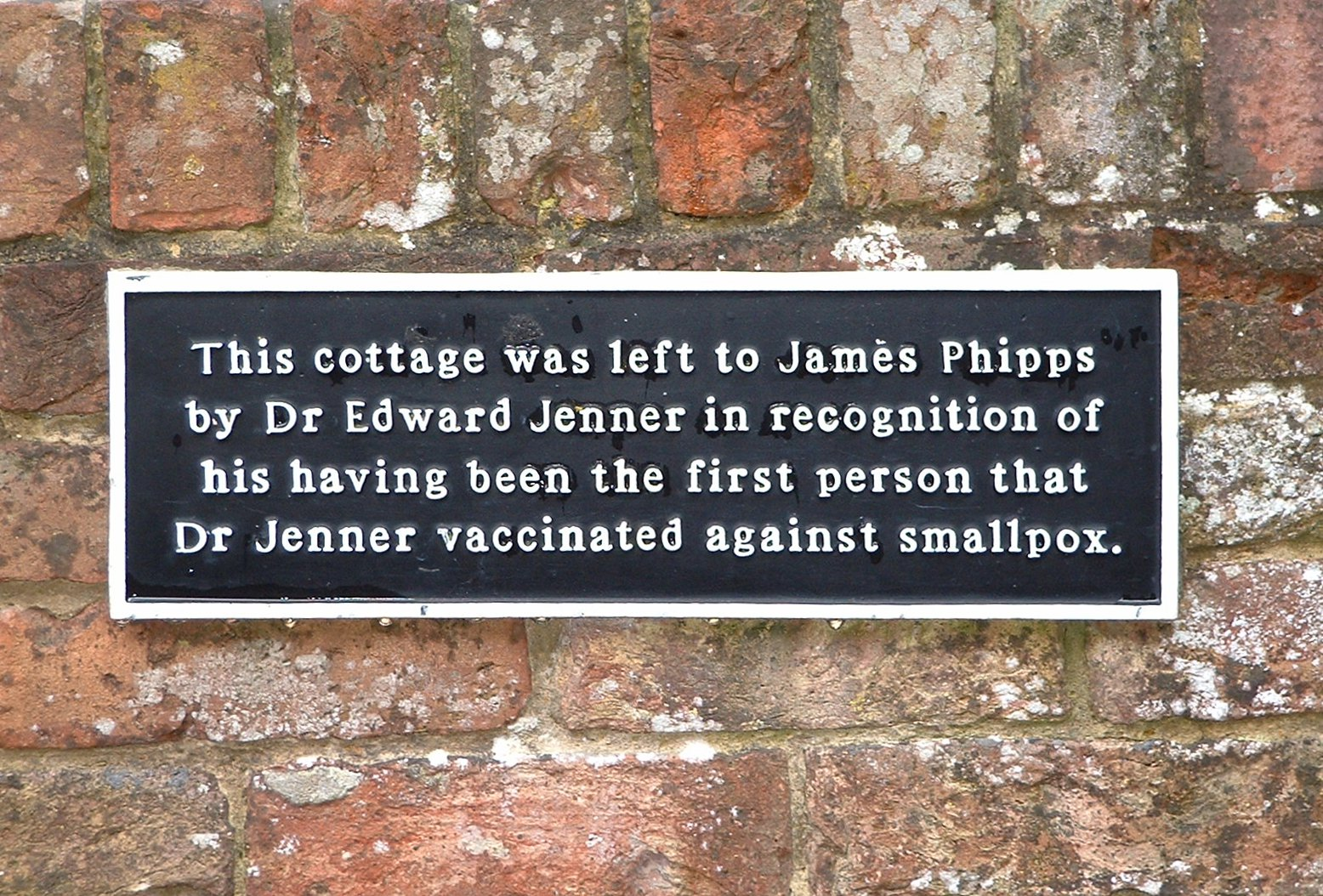
버클리에 있는 제임스 핍스의 오두막에 있는 명판.

핍스의 말년에 제너는 그와 그의 아내, 그리고 두 자녀에게 버클리에 있는 오두막의 무료 임대권을 주었으며, 이 오두막은 1968년부터 1982년까지 에드워드 제너 박물관으로 사용되었다. 핍스는 1823년 2월 3일 제너의 장례식에 참석했다.
1853년 핍스는 자신이 세례를 받았던 성모 마리아 교회, 버클리에 묻혔다. 제너도 이 교회에 묻혔다.